# Chaîne de la Selle
Chaîne de la Selle (en criollo haitiano, Chèn Lasèl) es el nombre de una cadena montañosa en el país caribeño de Haití. Forma parte de ella el Pic La Selle / Pik Lasèl o Pico la Selle, que es el punto más alto de Haití con una altura de 2.680 metros (8.793 pies) sobre el nivel del mar. Se extiende a la República Dominicana donde toma el nombre de Sierra de Baoruco en la provincia dominicana del mismo nombre.
La cadena se compone de una meseta de piedra caliza al norte y que al sur está profundamente dentada por cárcavas y barrancos esculpidos por ríos.
Este macizo está todavía cubierto de bosques a pesar de la deforestación.